# Katedra w Berlinie
Katedra w Berlinie (niem. Berliner Dom; nazwa oficjalna: Oberpfarr- und Domkirche zu Berlin) – ewangelicka katedra, znajdująca się w Berlinie, w dzielnicy Mitte, na Wyspie Muzeów. Została zbudowana w latach 1894-1905 według projektu architekta Juliusa Carla Raschdorffa w eklektycznym połączeniu form nawiązujących do renesansu i do baroku. W miejscu, gdzie dziś stoi ewangelicka katedra znajdowała się wcześniej mniejsza katedra w stylu barokowym. W 1944 roku katedra została uszkodzona przez alianckie naloty związane z II wojną światową, a jej odbudowa rozpoczęła się dopiero w 1975 roku. Świątynia ma 1500 miejsc i jest jedną z największych w Berlinie. To właśnie tutaj odbywają się najczęściej ekumeniczne nabożeństwa z okazji świąt państwowych lub w ważnych dla narodu momentach.
Kościół ten był inspiracją dla wielu architektów. Na jego wzór został przebudowany ewangelicko-augsburski kościół św. Trójcy w Łodzi przy pl. Wolności, który dziś jest rzymskokatolickim kościołem parafialnym Zesłania Ducha Świętego.

## Poprzednie świątynie
Historia katedry na Spreeinsel sięga XV w. W nowo zbudowanym zamku elektora Rzeszy poświęcono w 1450 r. kaplicę Erasmusa, którą w 1465 r. papież podniósł do godności kolegiaty (Domkirche – słowo w języku niemieckim oznacza katedrę lub kolegiatę).
Po tym jak Joachim II został w 1535 r. elektorem, rozpoczął przebudowę leżącego na południe od zamku kościoła dominikańskiego na nowy kościół zamkowy. Dominikanie zostali przesiedleni do Brandenburga. Średniowieczny gotycki, ceglany kościół Dominikanów został rozbudowany, drogo wyposażony, przygotowano miejsca na groby możnowładców oraz zainstalowano dzwonnice. Nowa kolegiata została poświęcona w 1536 r. W 1539 r. Joachim II przeszedł na protestantyzm, a katolicka kolegiata, w efekcie wprowadzenia w Brandenburgii reformacji, stała się kolegiatą ewangelicką. W 1608 r. rozwiązano kapitułę kolegiaty, a ona sama stała się głównym kościołem parafialnym Cölln.
Kiedy ten gotycki kościół nadawał się tylko do rozbiórki, z rozkazu Fryderyka II rozpoczęto w latach 1747-1750 budowę nowej, barokowej świątyni w Lustgarten, w miejscu, w którym stoi dzisiejsza katedra. Po przeniesieniu grobów książąt do nowej katedry, stara świątynia została rozebrana. Architektem nowej świątyni był Holender Johann Boumann starszy. Nowa katedra została poświęcona w 1750 r.

## Budowa

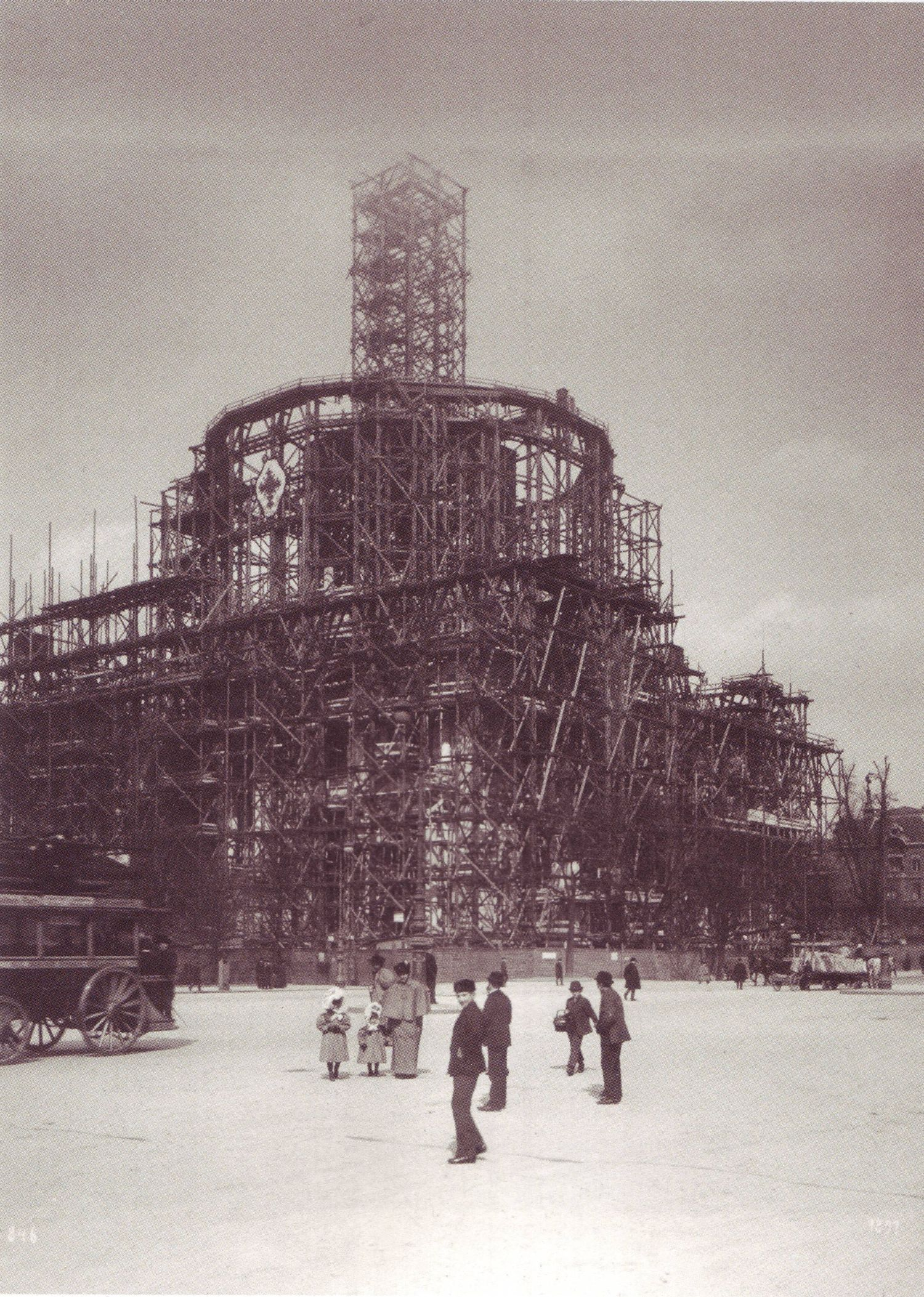
Obecna katedra, w budowie, 1897

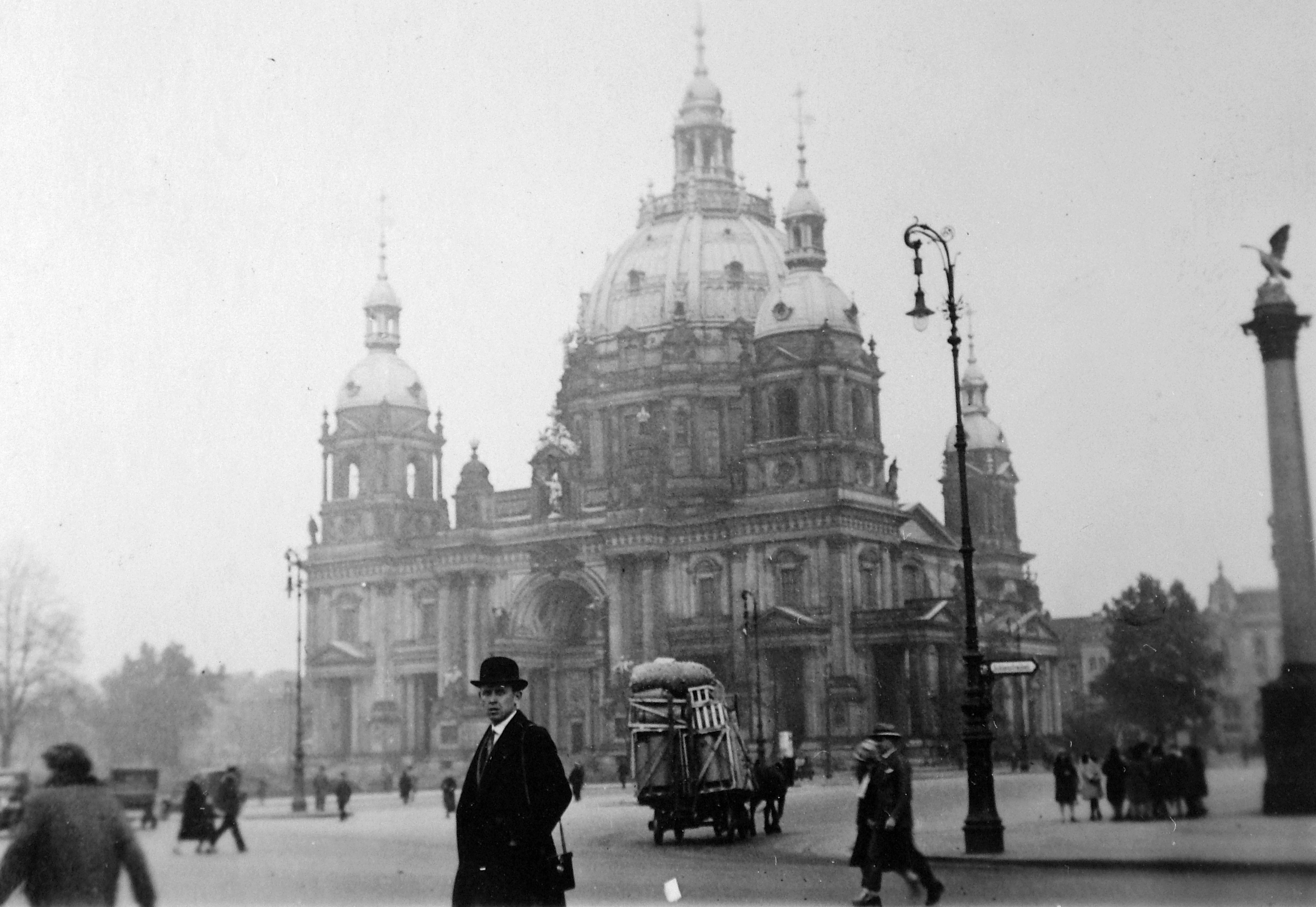
Katedra w 1928 roku

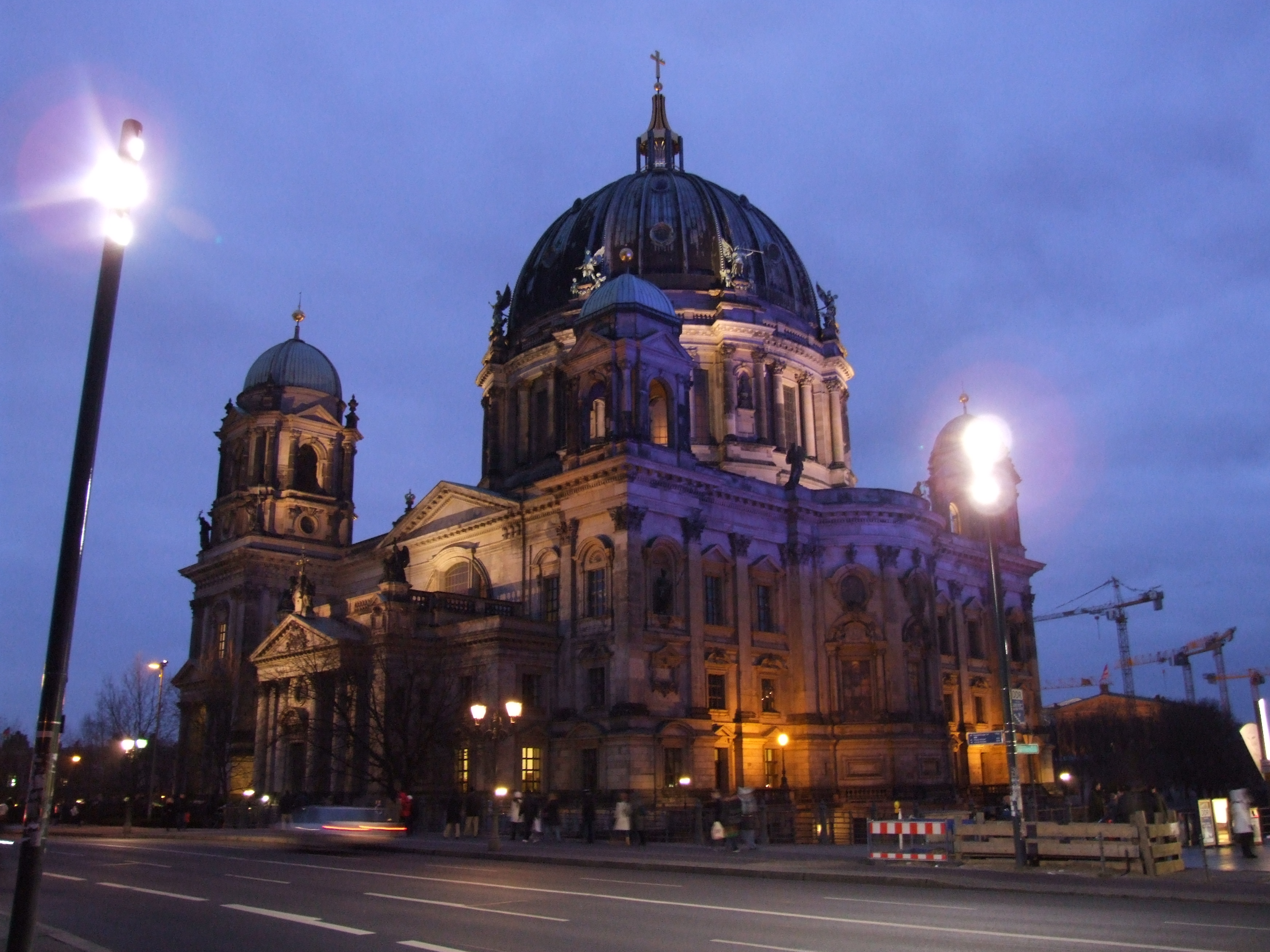
Widok od strony Unter den Linden, 2009

Widok na katedrę od strony Lustgarten, 2015

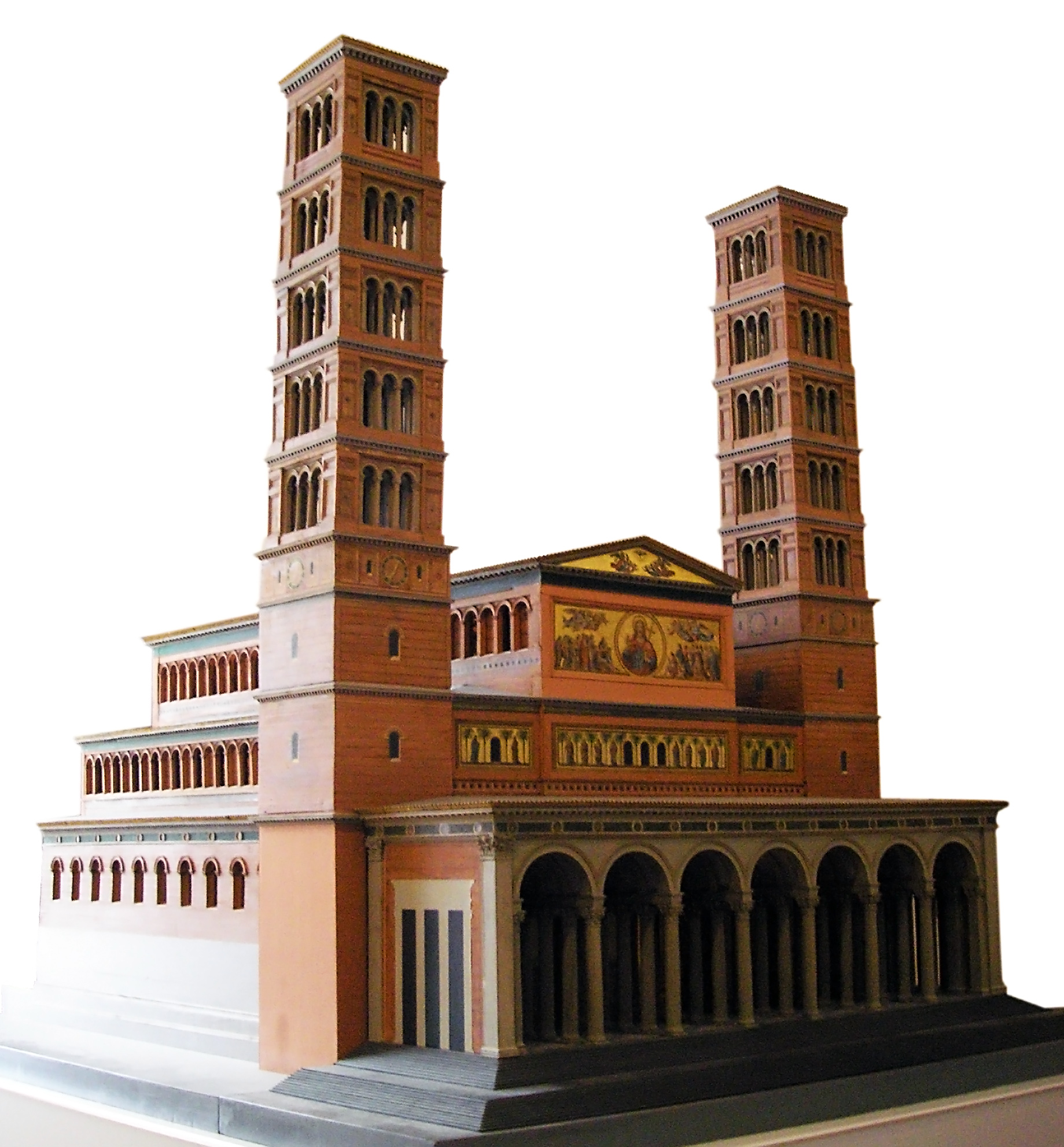
Pierwsza propozycja Stülera
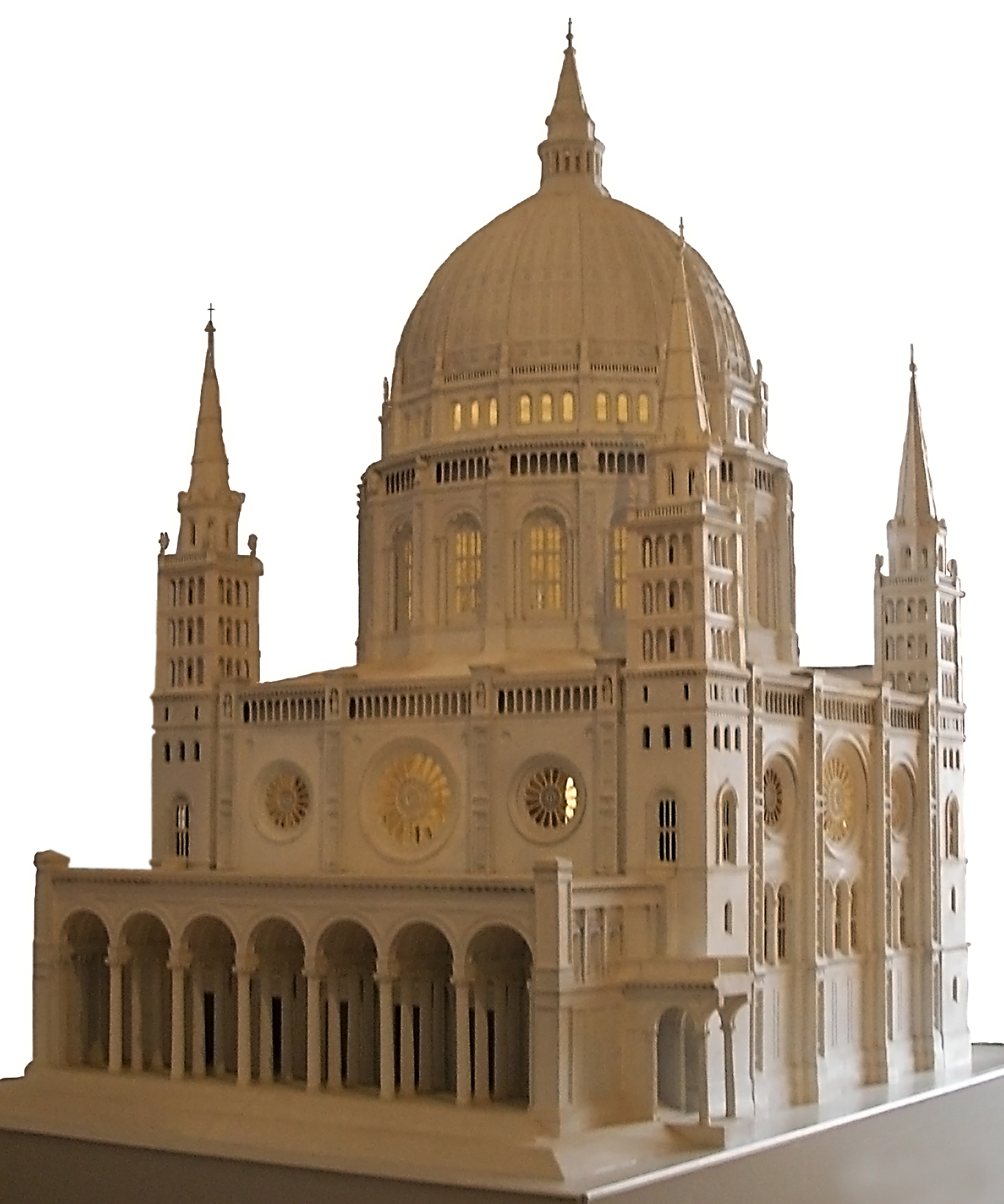
Kolejna propozycja Stülera

W XIX w uznano, że istniejąca, skromna katedra nie nadaje się dla celów reprezentatywnych monarchii. Zgodnie z zaleceniami króla Fryderyka Wilhelma IV przystąpiono do budowy nowej, ozdobniejszej świątyni. Miała to być dwuwieżowa bazylika z trzynawową halą, zrobiona na modłę włoską. Projekty przygotował Friedrich August Stüler, jeden z uczniów Schinkla. Budowę rozpoczęto, zbudowano m.in. apsydę na brzegu Sprewy. Z powodu wielu problemów i braku środków, budowę zawieszono w 1848 r.
Po powstaniu Cesarstwa Niemieckiego, odrodził się pomysł posiadania reprezentatywnej świątyni, którą można by porównywać do największych kościołów świata. Plany nowej budowy przedstawił w 1885 r. architekt Julius Carl Raschdorff, profesor Uniwersytetu Technicznego w Charlottenburgu. Jednakże dopiero cesarz Wilhelm II rozkazał rozbiórkę katedry Schinkla i zbudowanie nowej świątyni na podstawie projektu Raschdorffa, który przewidywał budowę obiektu w eklektycznym połączeniu form nawiązujących do renesansu i do baroku, opierającego się na architekturze bazyliki św. Piotra na Watykanie.
Kamień węgielny położono 17 czerwca 1894 r., a ukończenie budowy przewidywano na 1900 r. Liczne spowolnienia prac spowodowały, że uroczyste otwarcie nowej budowli odbyło się dopiero 27 lutego 1905 r. Koszty w wysokości 11,5 mln złotych marek pokryło w całości państwo.
Nadzór nad pracami sprawował Julius Carl Raschdorff, od 2 sierpnia 1892 r. mistrz budowy katedr, wraz z synem Ottonem, jednak przez cały czas trwania prac Wilhelm II wywierał wpływ co do kształtowania świątyni. Szczególnie wnętrze zostało wykonane zgodnie z jego życzeniami (między innymi przeforsował swoich nadwornych malarzy).
Główny ołtarz pochodził z poprzedniej katedry. Obraz ołtarzowy kościoła chrzcielno-ślubnego został przygotowany przez Carla Josepha Begasa.

## Zniszczenia wojenne i odbudowa
Podczas II wojny światowej katedra została wielokrotnie uszkodzona. Najpierw zostały stłuczone wszystkie okna od strony ołtarza, a w kopułach narożnych wież pojawiły się pęknięcia. Podczas nalotu 24 maja 1944 r. pojemnik z łatwopalnym płynem ugodził w kopułę z latarnią, zapalając drewniany szalunek pod miedzianym poszyciem kopuły. Strażacy nie byli w stanie dosięgnąć ogniska pożaru. Latarnia spadła na posadzkę katedry i przebiła sklepienie krypty Hohenzollernów. Sama kopuła ocalała, lecz otwór po latarni powodował, że wnętrze było narażone na opady atmosferyczne. Dopiero w 1949 roku rozpoczęto prace zabezpieczające, ukończone w 1953 r. Następnie przystąpiono do odbudowy, zaczynając od pomieszczeń bocznych, aby umożliwić wiernym korzystanie ze świątyni.
W 1975 r. przystąpiono do odbudowy, zaczynając od rozbiórki ocalałego podczas wojny kościoła-pomnika, który tworzył wielką apsydę od strony północnej. Główną kopułę odbudowano z zachowaniem pierwotnych proporcji, lecz w uproszczonym kształcie. Latarnię zwieńczył nowo zaprojektowany krzyż. Cztery narożne wieże z kopułami zostały obniżone o 16 metrów i pozbawione latarni. W 1983 roku przystąpiono do ostatecznej odbudowy głównego wnętrza, zakończonej otwarciem w dniu 6 czerwca 1993 r. Zbudowano też nową klatkę schodową. Później wykonano nowe witraże po stronie ołtarza i zrekonstruowano mozaiki w kopule świątyni.
Obecnie trwa dyskusja nad przywróceniem świątyni wyglądu sprzed wojny. Podczas odbudowy w okresie NRD m.in. obniżono narożne wieże i zmieniono kształt latarni i krzyża wieńczącego kopułę główną. Katedra w obecnym kształcie została wpisana na listę zabytków, co formalnie uniemożliwia rekonstrukcję stanu sprzed wojny. 

## Krypta grobowa Hohenzollernów
W podziemiach katedry znajduje się krypta grobowa, w której pochowano ok. 90 członków dynastii Hohenzollernów. W pierwszych latach po wojnie w krypcie odbywały się nabożeństwa.

Stan w 1964 z prowizorycznie zamkniętą kopułą
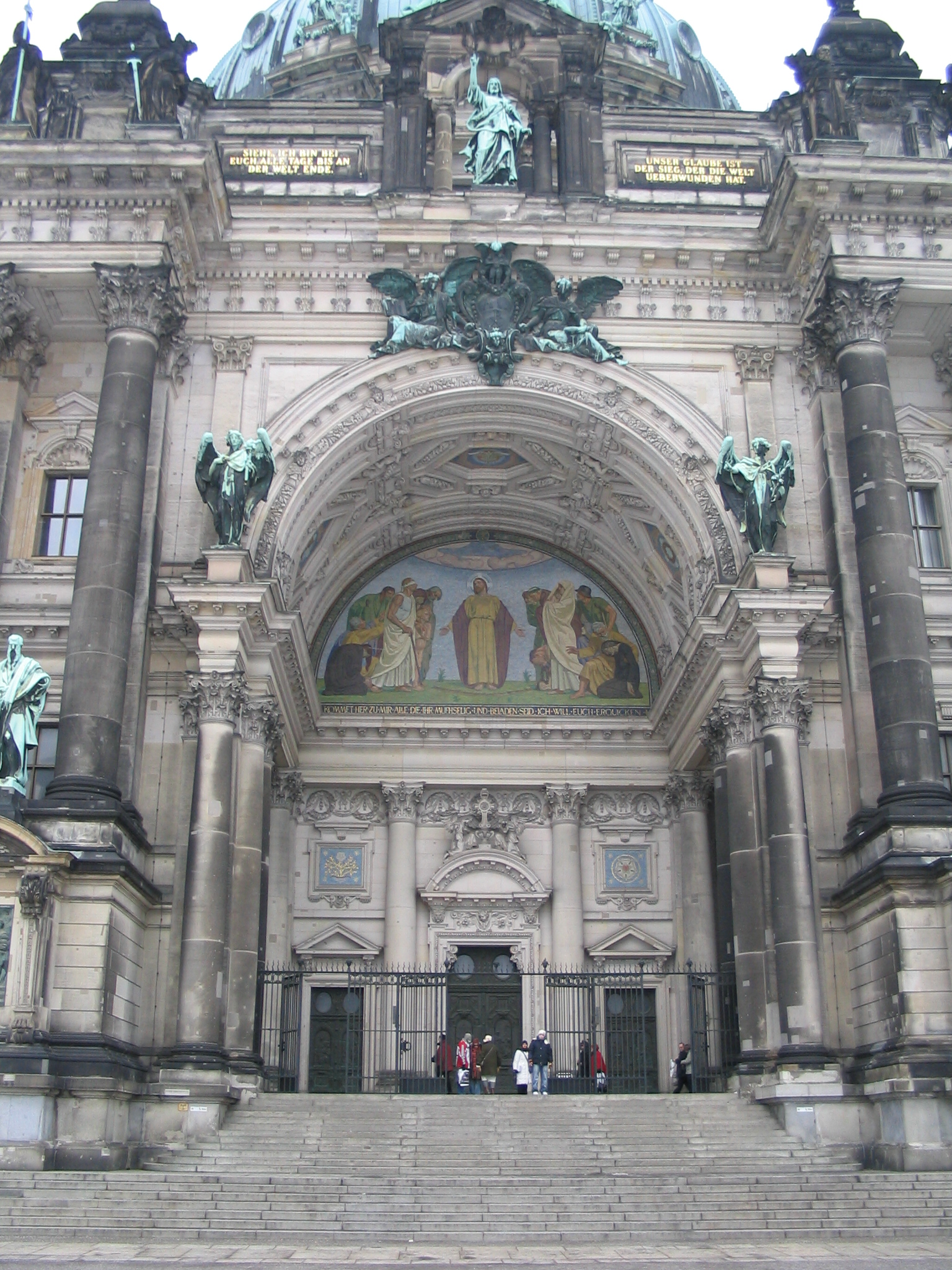
Główne wejście do katedry
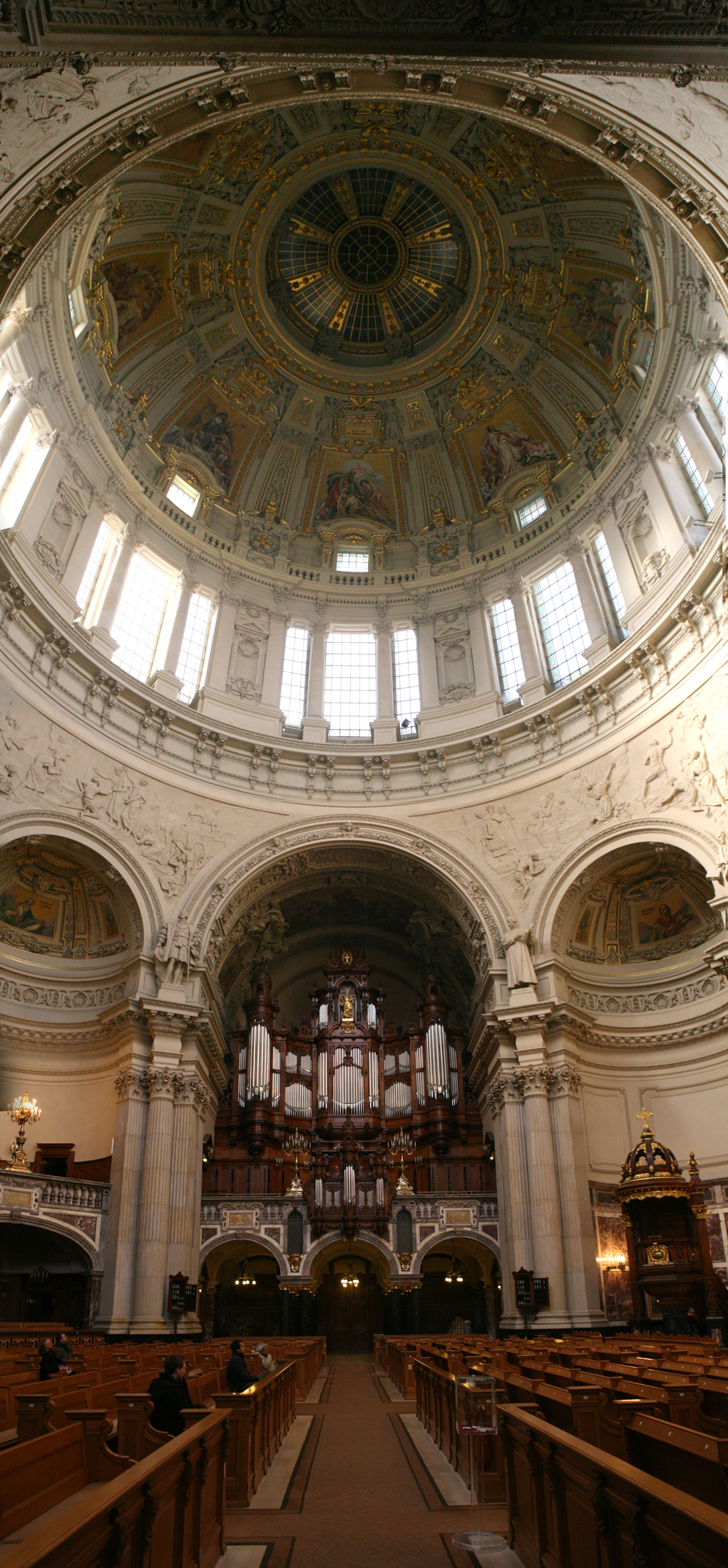
Wnętrze z widokiem na kopułę i organy
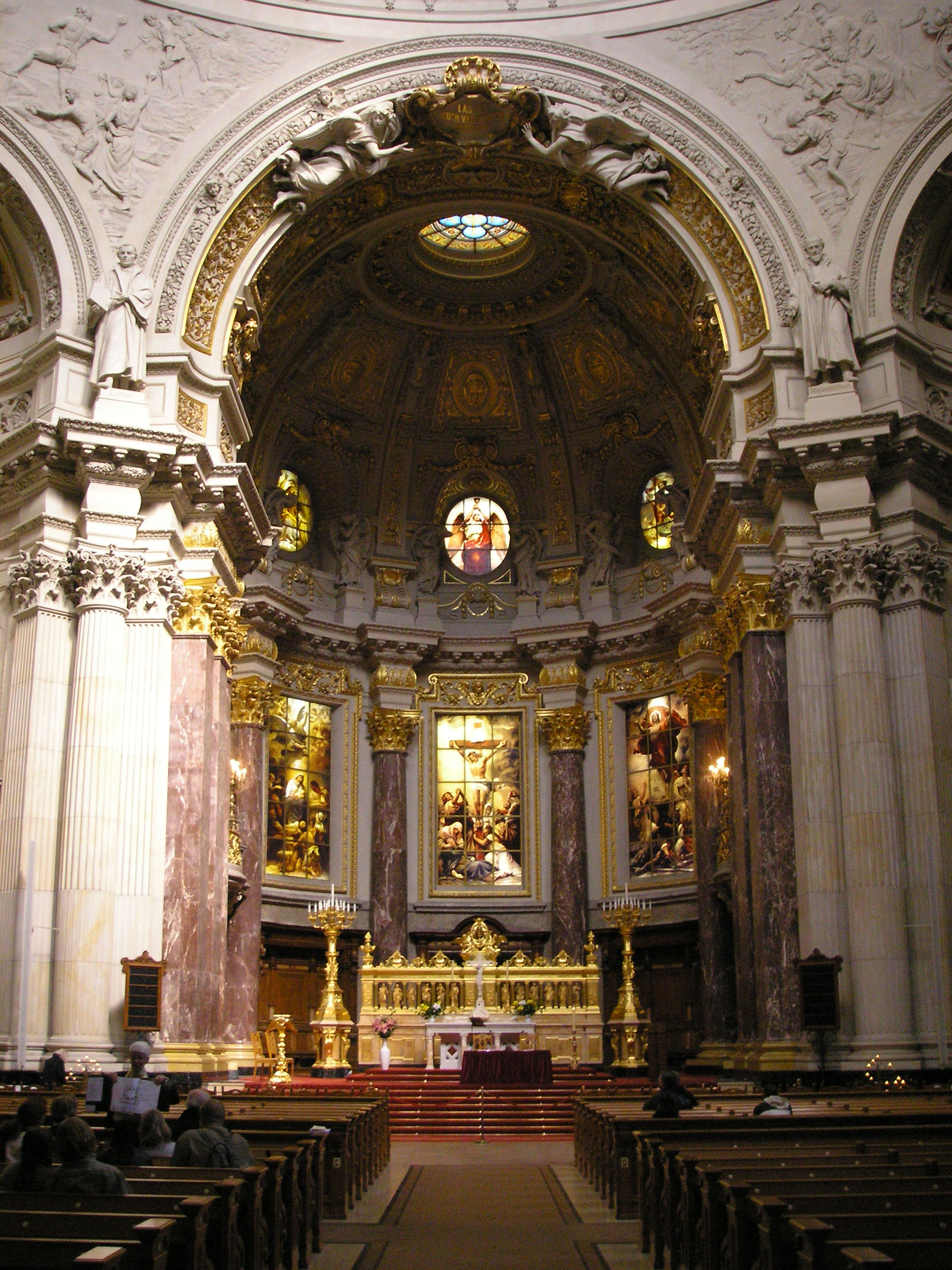
Ołtarz
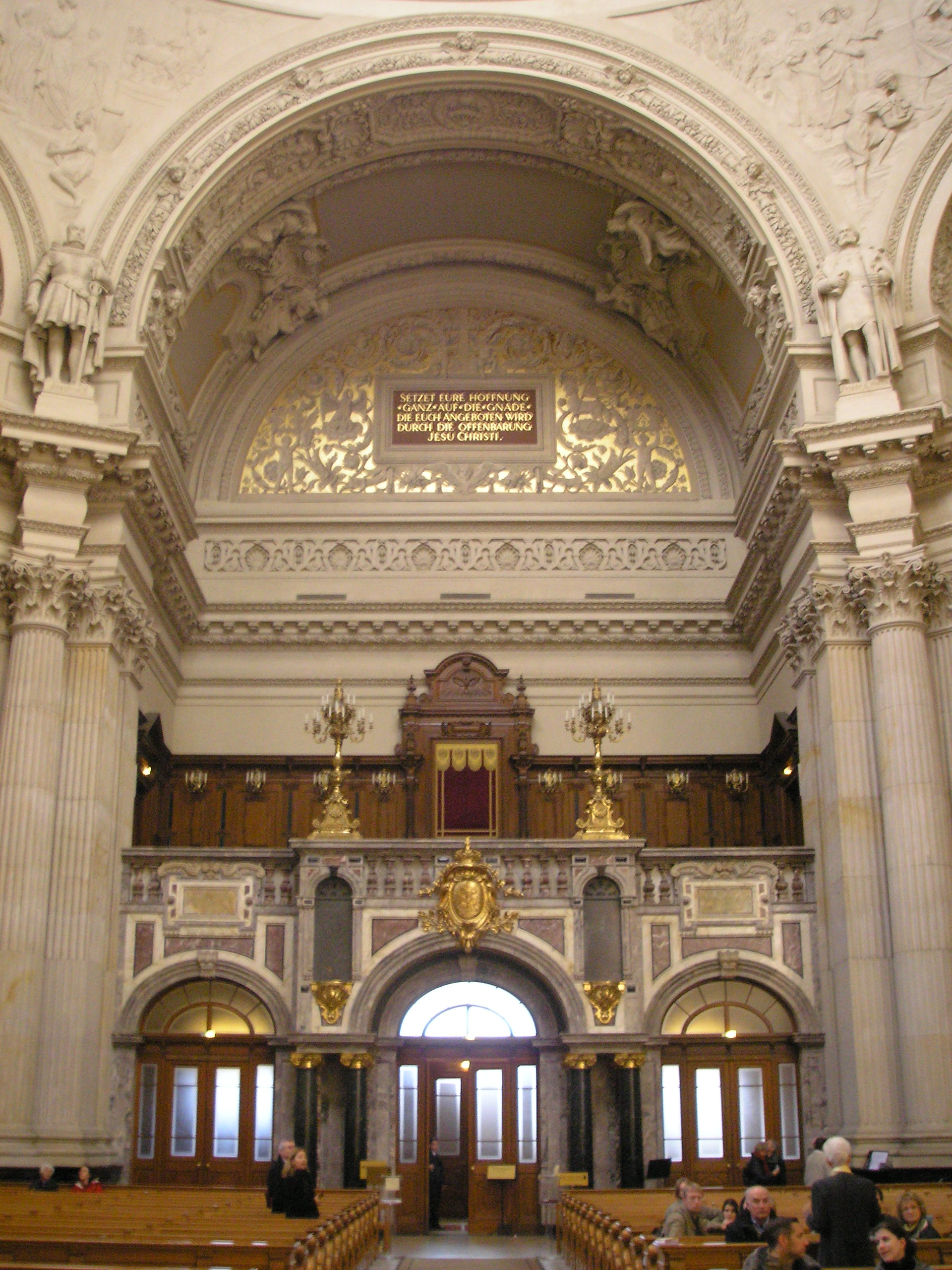
Loża cesarska nad wejściem (tzw. Kaiserempore)
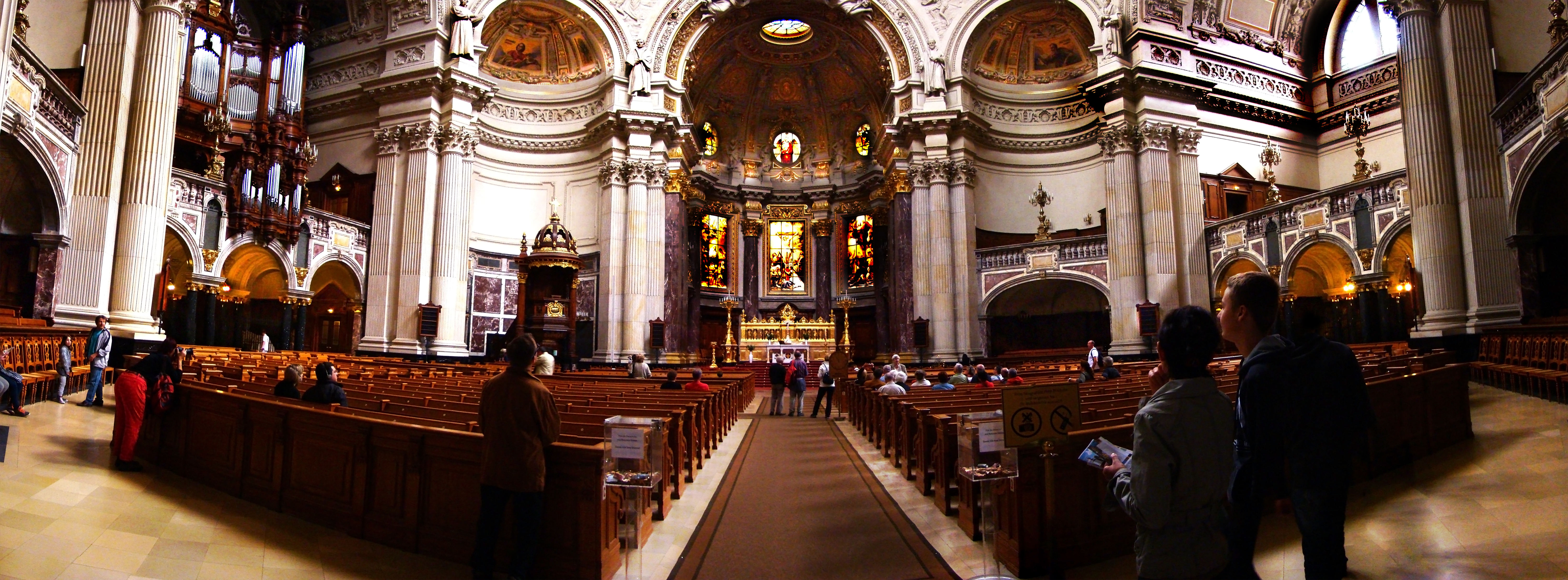
Wnętrze
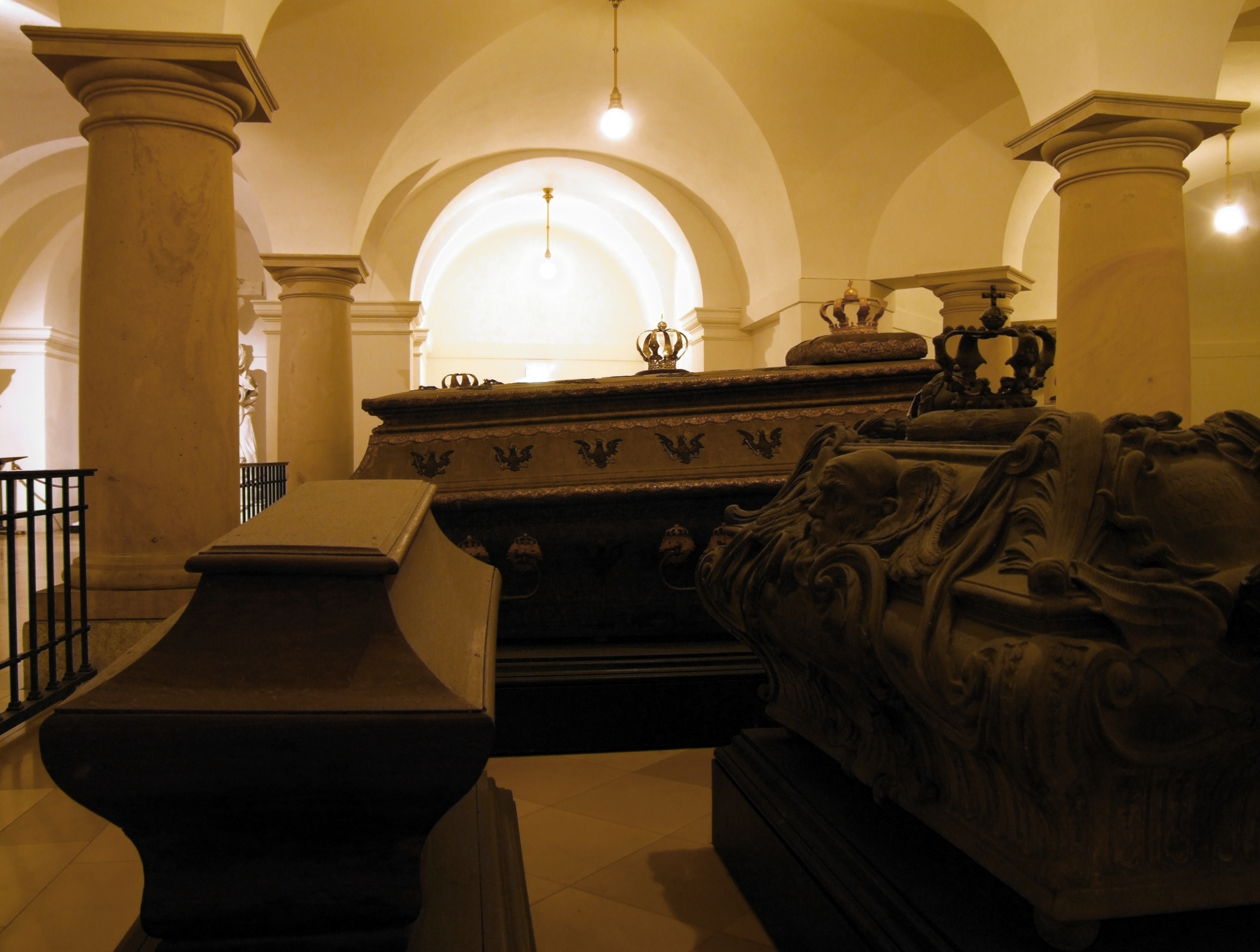
Krypta Hohenzollernów